# Stojan Piliczew
Stojan Angełow Piliczew (bułg. Стоян Ангелов Пиличев, ur. 20 listopada 1938 w Sziroko pole) – bułgarski bokser, amatorski wicemistrz Europy w wadze lekkiej.
Startował w kategorii lekkiej (do 60 kg). Wystąpił w niej na mistrzostwach Europy w 1961 w Belgradzie, ale przegrał pierwszą walkę. Odpadł w ćwierćfinale mistrzostw Europy w 1963 w Moskwie.
Na igrzyskach olimpijskich w 1964 w Tokio wygrał dwie walki, po czym przegrał kolejną w ćwierćfinale z późniejszym mistrzem Józefem Grudniem i odpadł w turnieju. Również na mistrzostwach Europy w 1965 w Berlinie odpadł w ćwierćfinale po porażce z Jimem McCourtem z Irlandii. Na mistrzostwach Europy w 1967 w Rzymie przegrał drugą walkę w eliminacjach z Enzo Petriglią z Włoch. Ponownie dotarł do ćwierćfinału igrzysk olimpijskich w 1968 w Meksyku przegrywając w nim z Calistratem Cuțovem z Rumunii.
Swój największy sukces odniósł pod koniec kariery. Na mistrzostwach Europy w 1969 w Bukareszcie wywalczył srebrny medal. Wygrał trzy walki, w tym w półfinale z Ryszardem Petkiem, a w finale przegrał ponownie z Calistratem Cuțovem. Wkrótce potem zakończył karierę.